# سیارک ۲۴۳۰۵
سیارک ۲۴۳۰۵ (به انگلیسی: 24305 Darrellparnell، نامگذاری:1999YG4) بیست و چهار هزار و سیصد و پنجمین سیارک کشف شده‌است که در ۲۶ دسامبر ۱۹۹۹ کشف شد.
قدر مطلق سیارک برابر ۱۸.۶ است.